# Красивое Подгорье
Красивое Подгорье — посёлок в Навлинском районе Брянской области в составе Бяковского сельского поселения.

## География
Находится в восточной части Брянской области на расстоянии приблизительно 11 км на северо-восток по прямой от районного центра посёлка Навля.

## История
Упоминается с 1920-х годов. На карте 1941 года обозначен как поселение с 22 дворами.

## Население
Численность населения: 140 человек (1926 год), 19 (русские 100 %) в 2002 году, 11 в 2010.